# Pacificana cockayni
Genre
Espèce
Pacificana cockayni, unique représentant du genre Pacificana, est une espèce d'araignées aranéomorphes de la famille des Cycloctenidae.

## Distribution
Cette espèce est endémique des îles Bounty en Nouvelle-Zélande.

## Description

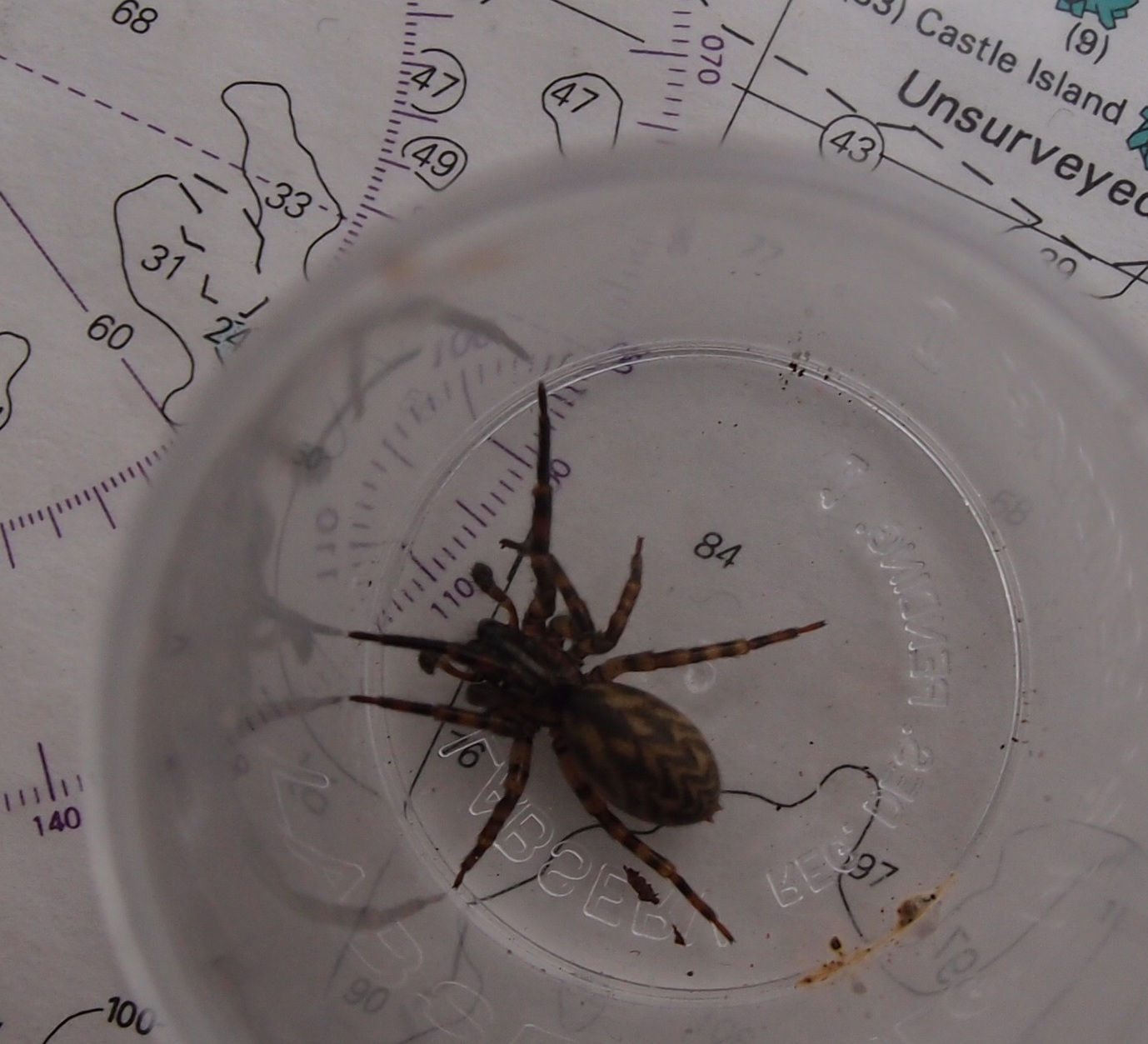
Pacificana cockayni

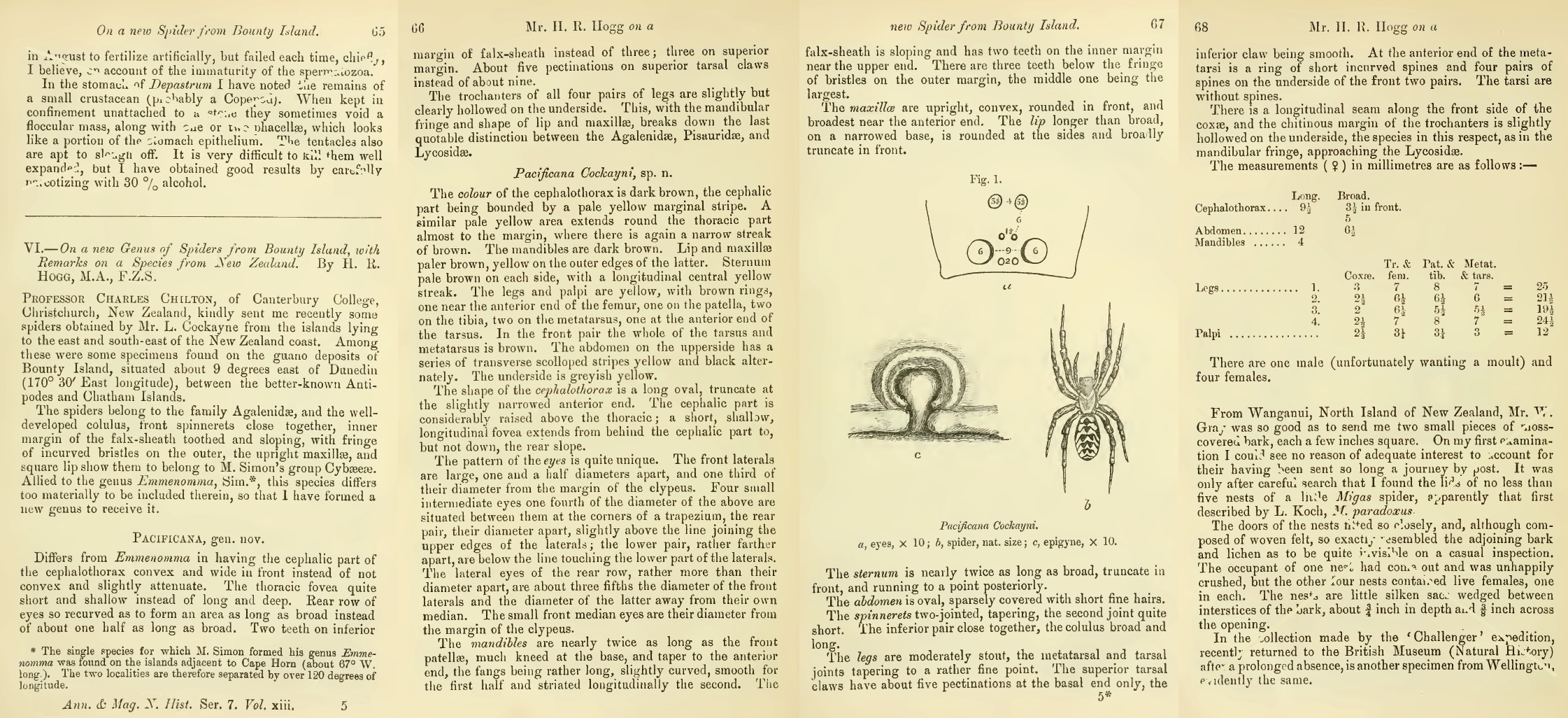
Description originale de Pacificana cockayni par Hogg en 1904.

La carapace de la femelle holotype mesure 9,5 mm sur 5 mm et son abdomen 12 mm sur 6,5 mm.
Le mâle décrit par Vink, Sirvid et Dupérré en 2025 mesure 14,7 mm et la femelle 14,6 mm, les mâles mesurent de 12,2 à 14,7 mm et les femelles de 12,7 à 22,0 mm.

## Systématique et taxinomie
Cette espèce a été décrite par Hogg en 1904.
Ce genre a été décrit par Hogg en 1904 dans les Agelenidae. Il est placé dans les Amaurobioididae par Forster en 1955, dans les Anyphaenidae par Platnick en 1974, dans les Miturgidae par Brignoli en 1983 puis dans les Cycloctenidae par Gorneau, Cala-Riquelme, Crews, Montana, Spagna, Vink et Esposito en 2025.

## Étymologie
Cette espèce est nommée en l'honneur de Leonard Cockayne.

## Publication originale
- Hogg, 1904 : « On a new genus of spiders from Bounty Island with remarks on a species of N. Zealand. » Annals and magazine of natural history, sér. 7, vol. 13, p. 65-70 (texte intégral).